# Romashkino
Romashkino, scoperto nel 1943 nella repubblica autonoma del Tatarstan, era il maggiore giacimento petrolifero russo ed è stato sorpassato solo da Samotlor.
La produzione cominciò nel 1949 e fu portata ad un massimo di 1.6 Mbbl/die negli anni settanta. La produzione attuale sembra essere nell'ordine dei 200 kbbl/die. Sono stati estratti più di 15 Gbbl. Il giacimento dovrebbe essere esaurito a circa 16 Gbbl.